# 低壓槽

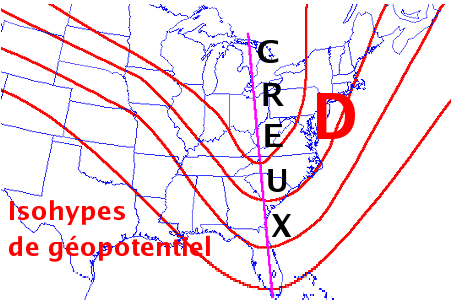
低压槽

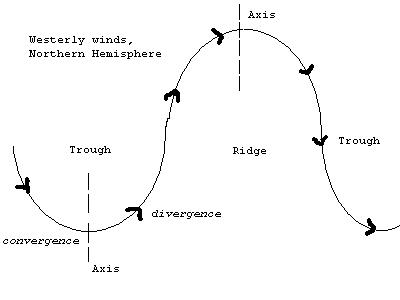
北半球西风带槽、脊示意图，标有辐合与辐散

低壓槽（英語：Trough）是从低压中心延伸出来的狭长区域，經常与锋伴随出现。
与锋面不同，槽在天气图上没有通用的符号。在美国，槽是用虚线表示，如果槽线没有标明，也可以通过从低压中心延伸出来的等压线或等高线来判断。还有一些国家和地区，槽在天气图上用虚线表示。在香港和斐济，槽线是从低压中心延伸出来或是画在两个低压中心之间的粗线。在澳门及澳大利亚，槽线则是用点线表示。
有时，处于两个高压中心之间的区域，若地表有风向切变，可以判定有槽存在。如果没有风向切变，该区域称为鞍形气压场。
在中纬度地区槽的两侧具有温度差，以锋的形式存在。锋的对流往往不如槽强烈，消亡的锋面系统有时会转为槽。
槽线附近的对流单体会演化成热带气旋。在一些热带或亚热带地区，如菲律宾或华南地区，均受低压槽及其伴随对流单体的强烈影响。在中纬西风带，槽和脊往往交替出现。中纬西风带槽后有辐合，空气下沉运动，从而产生高压；槽前有辐散，空气上升运动，从而产生低压。

## 槽的类型
除了一般的槽以外，一些具有其它特性的槽有其专门的名称。

### 背风槽
背风槽又称作动力槽。根据美国气象学会的定义，背风槽是风经过山脊时在背风面形成的气压槽，通常发生于美国落基山东部，有时是阿巴拉契亚山脉东部，但较为不明显。成因可以是山区背风坡空气绝热压缩下沉运动，或是通过横向辐合与纵向拉伸的空气柱越过山脊，沿着背风坡下沉产生的气旋作用。

### 倒槽
倒槽是与中纬度通常情况下的槽相反的槽，即开口向南的槽。

### 温度槽
温度槽是由于局地加热引起的槽，通常是在封闭的山谷中，如加州中央谷。这种槽在某种程度上如同季风一样，会推动海面上的空气，在加州的太平洋一侧内华达东侧沿岸产生持续的雷暴雨。

## 外部連結
- 低壓槽 香港天文台